# Kebun Dahri
Kebun Dahri is een bestuurslaag in het regentschap Bengkulu van de provincie Bengkulu, Indonesië. Kebun Dahri telt 1755 inwoners (volkstelling 2010).